# Castellina (musicista)
Castellina, pseudonimo di Roberto Giraldi (Brisighella, 1º febbraio 1920 – Faenza, 1º marzo 2000), è stato un fisarmonicista italiano.

## Biografia
Roberto Giraldi è nato a Castellina, una frazione sulle colline di Brisighella (RA) il 1º febbraio del 1920. Il suo nome d'arte viene proprio da questo piccolo borgo.
Fin da bambino dimostrò talento nel suonare la fisarmonica. Allievo del maestro della banda di Fognano (2 km da Castellina), studiò musica e imparò a suonare il clarinetto in La, per poi tornare alla fisarmonica, che rimase lo strumento della sua vita. Iniziò la sua carriera allietando sagre e feste di piazza. Nel 1937 vinse un concorso per fisarmonicisti e ottenne in premio una fisarmonica professionale. Da allora approfondì la conoscenza dello strumento, tanto da diventare uno dei più famosi fisarmonicisti nazionali.
Nel secondo dopoguerra diede vita alla sua prima orchestra insieme col sassofonista Giovanni Pasi (Faenza, 1922-1982). Nel 1951 Pasi accetta l'offerta di un'altra orchestra. Castellina creò una nuova formazione, «Giraldi-Gino K» con il chitarrista imolese Gino Golinelli ("Gino K"). Al sax e clarinetto si esibisce il giovanissimo Germano Montefiori. Alla fine degli anni 1950 Castellina contatta Giovanni Pasi e lo convince a rientrare nella sua orchestra. Inizia la storia dell'orchestra Castellina-Pasi. Roberto Giraldi scrisse circa 500 brani e molti di essi furono eseguiti in tutto il mondo: il suo più grande successo si intitola Tutto pepe (1977). Rispettivamente nel 1977 e nel 1978 registra gli album Casetta del mio paese e Amici della notte, che lo portano ad ottenere il primo di due dischi d'oro.

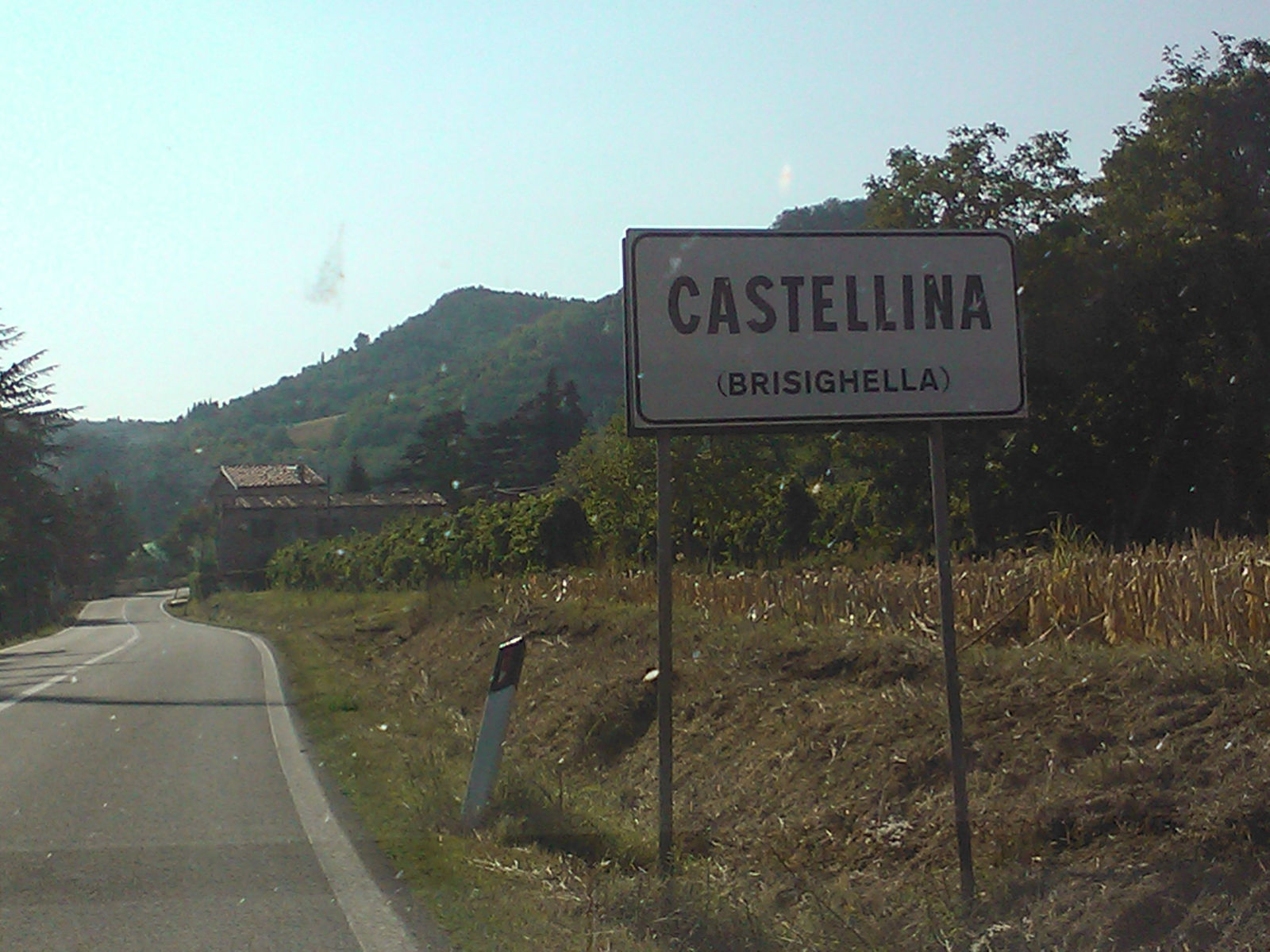
Cartello indicante la frazione Castellina, nel comune di Brisighella, luogo natale di Roberto Giraldi.

Oltre che fisarmonicista, Roberto Giraldi è stato anche un compositore di brani ballabili (Il Valzerone, Il campanello, Folle sentimento, Santa Monica, Estiva, Sombrero) e, assieme all'autore Carlo Ferrini, anche di canzoni ugualmente popolari (Luna messicana, Gli amici della notte, Amore vero, Verde prateria). Negli anni settanta apparve diverse volte in televisione, ospite di programmi come Tanto piacere (1974, condotto da Claudio Lippi), Alle sette della sera (1975, con Christian De Sica) e Bim Bum Bam (1982, con Bruna Lelli)

Castellina è stato anche coautore (insieme a Franco Migliacci e Franco Micalizzi) della sigla televisiva della serie animata Le nuove avventure di Lupin III, trasmessa in Italia per la prima volta nel 1981. Nel disco Castellina ha anche inciso la parte della fisarmonica; la voce appartiene a Irene Vioni, cantante della sua orchestra. Nel 1987 vince il secondo disco d'oro per l'LP Viva la campagna. Appare in televisione nel programma Festival condotto da Pippo Baudo (1987), poi l'anno seguente è ospite di Claudio Lippi (Ci vediamo). Negli anni novanta partecipa a Piacere Raiuno, Uno mattina e Colpo grosso.
Nel 1989 iniziò ad inserire nel suo repertorio alcuni brani eseguiti con un particolare bandoneón cromatico progettato da Nello Mengascini, la cui particolarità erano i bottoni con un diametro più grande rispetto allo strumento originale di Astor Piazzolla. Questo strumento gli diede una nuova notorietà: quando scoppiò di lì a poco il boom della lambada, Giraldi propose in tutto il mondo una sua versione di questo ballo distribuita dalla BMG (ex RCA Musica, ora Universal Music), sempre appoggiandosi alle Edizioni Galletti Boston di Faenza.

Nel 1990 progetta un suo personale prototipo di fisarmonica cromatica (costruita in seguito a Castelfidardo) che mostrava una grande scritta anteriore inerente al proprio nome d'arte ed al marchio registrato. Questo tipo di strumento fu il capostipite di una nuova fisarmonica denominata «Modello Castellina». In questo periodo tra i suoi allievi figura l'astigiano Massimo Castellina (in questo caso è il cognome vero).
Dal 1994 Castellina comincia a diradare le uscite davanti al pubblico. Il suo posto alla fisarmonica viene preso dal fidato Davide Budelacci e successivamente da Samuele Loretucci e Nicola Laterza. La guida della formazione è rilevata inizialmente da un trio composto da Fosco Foschini, Mario Benedetti e Amedeo Benazzi; quest'ultimo assume la completa gestione dell'orchestra a partire dal 1997.
L'ultima apparizione pubblica di Roberto Giraldi avviene nel febbraio 1999 a Faenza, in occasione di "Ballo in Fiera", manifestazione ideata da Giordano Sangiorgi, oggi patron del Meeting Etichette Indipendenti (MEI), e Gianni Siroli, al tempo noto conduttore televisivo. Giraldi presenziò al concorso per giovani fisarmonicisti "Premio Castellina" nel ruolo di Presidente della giuria.